# Maskulin (Label)
Maskulin war ein Independent-Label des deutschen Rappers Fler, das 2011 von ihm gegründet wurde. Anfang 2024 kündigte Fler offiziell an, sein Label „Maskulin“ geschlossen zu haben.

## Geschichte

Alternatives Logo des Musiklabels

Fler plante zunächst ein digitales Label unter dem Namen Maskulin Digital. Er brachte Reasons kostenloses Mixtape Weiße Jungs bringen’s nicht heraus. Die Musik sollte ausschließlich auf digitalem Weg veröffentlicht werden. Diese Pläne wurden allerdings nicht weiter verfolgt und das Label unter dem Namen Maskulin gegründet, das auch Musik auf physischen Tonträgern vertreibt.
Den Vertrieb übernahm Groove Attack.
Anfang 2011 erschienen die ersten Veröffentlichungen. Dies waren die Singles Nie an mich geglaubt und Minutentakt. Danach erschien Flers sechstes Soloalbum Airmax Muzik II. Das Album erreichte Platz 6 in den deutschen Charts.
Am 16. September 2011 wurde Flers siebtes Soloalbum Im Bus ganz hinten veröffentlicht, das auf Platz 3 in den deutschen Charts landen konnte und damit Flers bis zu diesem Zeitpunkt höchste Chartplatzierung in seiner Solokarriere darstellte. Am 28. Oktober 2011 erschien, begleitend zum Album Im Bus ganz hinten, der Sampler Maskulin Mixtape Vol. 1 Noch im selben Jahr unterschrieben die Rapper Jihad und Silla bei Maskulin.
Am 9. März 2012 erschien das Kollaborationsalbum Südberlin Maskulin II von Fler und Silla, das die Fortsetzung des gleichnamigen Albums aus dem Jahr 2008 darstellt, und das Platz 6 der deutschen Albumcharts belegen konnte. Anfang des Jahres 2012 wurden die Rapper Nicone und Dizztino bei Maskulin unter Vertrag genommen. Später erschien der zweite Sampler des Labels, Maskulin Mixtape Vol. 2.
Am 2. November 2012 veröffentlichte Fler das Südstaaten-Rap/Crunk-Album Hinter blauen Augen, bei welchem er sich inhaltlich mit Reichtum, Luxusgütern, Frauen, Kleidung und Autos beschäftigte. Zudem war der US-amerikanische Rapper French Montana als Gastbeitrag vorhanden. Von manchen Teilen seiner Hörerschaft wurde das Album kontrovers aufgenommen, da Fler seinen musikalischen wie inhaltlichen Stil damit komplett geändert hatte. Das Album landete trotzdem auf Platz 3 der deutschen Charts. Anfang Dezember erschien Die Passion Whisky von Silla, welches Rang 15 der Albumcharts in Deutschland belegte.
Am 19. April 2013 erschien mit Blaues Blut ein weiteres Südstaaten-Rap-Album von Fler, bei dem er sich jedoch wieder vermehrt auf den Gangsta-Rap konzentrierte. Auch dieses belegte Rang 3 der deutschen Charts. Der dritte Sampler Maskulin Mixtape Vol. 3 erschien am 13. September 2013. Am 24. Januar 2014 erschien der vierte Sampler Maskulin Mixtape Vol. 4 als physische Veröffentlichung, nachdem die digitale Version bereits am 6. Dezember 2013 angeboten wurde.
Am 29. Januar 2014 wurde bekannt, dass Fler einen Vertriebsdeal mit Sony Music abgeschlossen hat. Jedoch ist Groove Attack wieder für den Vertrieb zuständig. Seitdem lautete der Name des Labels auch Maskulin Music Group. Die erste und letzte Veröffentlichung der Maskulin Music Group, Neue Deutsche Welle 2, erschien am 5. September 2014. Zuvor erschienen die digitalen Singles Stabiler Deutscher und Hipster Hass. Am 21. November 2014 wurde das Album Audio Anabolika des Künstlers Silla veröffentlicht, der anschließend das Label verließ.
Im Jahr 2015 wurde das Album Keiner kommt klar mit mir wieder über Maskulin veröffentlicht, welches auf Platz 1 der deutschen Charts stieg. Damit ist es das erste Album des Rappers, das die Chartspitze erreichen konnte. Noch im selben Jahr veröffentlichte Fler das Album Weil die Straße nicht vergisst, welches, anders als Keiner kommt klar mit mir, auch Gastbeiträge anderer Künstler enthält. So sind die Rapper Shindy, PA Sports, Kurdo und das zu diesem Zeitpunkt neue Maskulin-Signing Jalil mit von der Partie. Letzterer veröffentlichte kurze Zeit später sein offizielles Debütalbum Das Leben hat kein Air System. Noch am 4. Dezember 2015 erschien das Fler-Best-Of-Album Der Staat gegen Patrick Decker.
Am 2. September 2016 erschien das Fler-Album Vibe, das auf Rang 1 in die deutschen Charts einstieg. Aus diesem wurden die Singles Lifestyle der Armen und Gefährlichen, Du hast den schönsten Arsch der Welt, Infrared sowie Unterwegs mit dem seit Anfang 2016 neuen Signing Sentino veröffentlicht. Nach einem Streit mit dem Labelgründer Fler hatte Sentino das Label jedoch bereits im Mai 2016 wieder verlassen. Sentino kündigte an, sich auf eine Karriere in Polen konzentrieren zu wollen.
Seit 2018 existiert eine vertragliche Regelung über den Vertrieb mit UMG. Im Januar 2021 wurde Bass Sultan Hengzt als neues Mitglied bei Maskulin bekanntgegeben.
Anfang 2024 kündigte Fler offiziell an, sein Label „Maskulin“ geschlossen zu haben.

## Künstler
- Fler (auch Frank White) (CEO, 2011–2023)
- Dizztino (2012)
- G-Hot (auch: Jihad) (2011–2015)
- Nicone (2012)
- Silla (2011–2014)
- DJ Gan-G (2013–2014)
- Sentino (früher: Sentence, Tatuażyk) (2016)
- Jalil (früher: Reason) (2015–2019)
- Mosenu (2018–2019)
- Bass Sultan Hengzt (2021–2023)
- Rosa (2022–2023)
- Noir40 (2023)
- 60 Kilo (2024)

## Diskografie
Studioalben

| Jahr | Titel Interpretation                               | Höchstplatzierung, Gesamtwochen, AuszeichnungChartplatzierungen (Jahr, Titel, Interpretation, Platzierungen, Wochen, Auszeichnungen, Anmerkungen) | Höchstplatzierung, Gesamtwochen, AuszeichnungChartplatzierungen (Jahr, Titel, Interpretation, Platzierungen, Wochen, Auszeichnungen, Anmerkungen) | Höchstplatzierung, Gesamtwochen, AuszeichnungChartplatzierungen (Jahr, Titel, Interpretation, Platzierungen, Wochen, Auszeichnungen, Anmerkungen) | Anmerkungen                                            |
| Jahr | Titel Interpretation                               | DE | AT | CH | Anmerkungen                                            |
| ---- | -------------------------------------------------- | --- | --- | --- | ------------------------------------------------------ |
| 2011 | Airmax Muzik II Fler                               | DE6 (5 Wo.)DE | AT9 (4 Wo.)AT | CH7 (4 Wo.)CH | Fortsetzung zum Mixtape Airmax Muzik                   |
| 2011 | Im Bus ganz hinten Fler                            | DE3 (5 Wo.)DE | AT7 (5 Wo.)AT | CH9 (4 Wo.)CH | Album zum gleichnamigen Buch                           |
| 2012 | Südberlin Maskulin II Fler & Silla                 | DE6 (3 Wo.)DE | AT7 (3 Wo.)AT | CH11 (2 Wo.)CH | Fortsetzung zum Kollabo-Streetalbum Südberlin Maskulin |
| 2012 | Hinter blauen Augen Fler                           | DE3 (2 Wo.)DE | AT11 (2 Wo.)AT | CH10 (2 Wo.)CH |                                                        |
| 2012 | Die Passion Whisky Silla                           | DE15 (1 Wo.)DE | AT33 (1 Wo.)AT | CH35 (1 Wo.)CH | erstes Silla-Album, das über Maskulin erschien         |
| 2013 | Blaues Blut Fler                                   | DE3 (3 Wo.)DE | AT7 (3 Wo.)AT | CH5 (3 Wo.)CH |                                                        |
| 2014 | Neue Deutsche Welle 2 Fler                         | DE2 (4 Wo.)DE | AT6 (2 Wo.)AT | CH3 (4 Wo.)CH | Fortsetzung zum Vorgänger aus dem Jahr 2005            |
| 2014 | Audio Anabolika Silla                              | DE12 (1 Wo.)DE | AT31 (1 Wo.)AT | CH23 (1 Wo.)CH |                                                        |
| 2015 | Keiner kommt klar mit mir Fler                     | DE1 (4 Wo.)DE | AT4 (3 Wo.)AT | CH3 (4 Wo.)CH | als Frank White                                        |
| 2015 | Weil die Straße nicht vergisst Fler                | DE2 (4 Wo.)DE | AT5 (3 Wo.)AT | CH5 (4 Wo.)CH | als Frank White                                        |
| 2015 | Das Leben hat kein Air System Jalil                | DE15 (1 Wo.)DE | AT23 (1 Wo.)AT | CH15 (1 Wo.)CH |                                                        |
| 2015 | Der Staat gegen Patrick Decker Fler                | DE13 (2 Wo.)DE | AT26 (1 Wo.)AT | CH14 (2 Wo.)CH | Best-of-Album                                          |
| 2016 | Vibe Fler                                          | DE1 (5 Wo.)DE | AT1 (4 Wo.)AT | CH1 (5 Wo.)CH |                                                        |
| 2017 | Epic Fler & Jalil                                  | DE1 (6 Wo.)DE | AT3 (2 Wo.)AT | CH1 (3 Wo.)CH | Kollaboalbum                                           |
| 2018 | Flizzy Fler                                        | DE4 (5 Wo.)DE | AT2 (3 Wo.)AT | CH3 (3 Wo.)CH |                                                        |
| 2018 | Black Panther Jalil                                | DE7 (1 Wo.)DE | AT31 (1 Wo.)AT | CH19 (1 Wo.)CH |                                                        |
| 2019 | Colucci Fler                                       | DE1 (7 Wo.)DE | AT2 (3 Wo.)AT | CH3 (4 Wo.)CH |                                                        |
| 2020 | Atlantis Fler                                      | DE1 (5 Wo.)DE | AT3 (4 Wo.)AT | CH5 (4 Wo.)CH |                                                        |
| 2021 | Widder Fler                                        | DE1 (4 Wo.)DE | AT2 (2 Wo.)AT | CH3 (2 Wo.)CH |                                                        |
| 2021 | Ketten raus Kragen hoch Bass Sultan Hengzt         | DE80 (1 Wo.)DE | AT45 (1 Wo.)AT | CH39 (1 Wo.)CH |                                                        |
| 2022 | Cancel Culture Nightmare Fler & Bass Sultan Hengzt | DE3 (3 Wo.)DE | AT22 (1 Wo.)AT | CH5 (2 Wo.)CH | als Frank White & Sultan Hengzt                        |